# Cherry River
Der Cherry River ist ein (mit North Fork) 46 Kilometer langer linker Nebenfluss des Gauley River in den Countys Pocahontas, Greenbrier und Nicholas im US-Bundesstaat West Virginia. Der zum Einzugsgebiet des Mississippis gehörende Fluss entwässert ein waldreiches Gebiet im Südosten des Bundesstaates und verläuft größtenteils im Monongahela National Forest.

## Verlauf
Der Cherry River entsteht durch den Zusammenfluss von North Fork und South Fork, die in den Countys Pocahontas und Greenbrier entspringen, bei Richwood. Ab hier fließt er hauptsächlich in nordwestliche Richtung durch das Nicholas County bis zu seiner Mündung in den Gauley River südlich von Craigsville. Wichtigster Zufluss ist der Laurel Creek.

## Namen
Nach den Angaben im Geographic Names Information System des United States Geological Survey war der Cherry River unter folgenden anderen Namen bekannt:
- Cherry Tree Waters
- Cherrytree Creek